# Casa de Villavicencio
Los Villavicencio son un linaje nobiliario español, originario de la Corona de Castilla, cuyos miembros (apellidados "Fernández de Villavicencio" o "Núñez de Villavicencio", toponímico procedente de Villavicencio de los Caballeros) fueron alcaides perpetuos del Alcázar de Jerez de la Frontera y llegaron a ostentar el marquesado de la Mesa de Asta, el marquesado de Valhermoso de Pozuela, el condado de Cañete del Pinar, el marquesado de Casa Villavicencio, el ducado de San Lorenzo de Vallehermoso, el marquesado de Casa Núñez de Villavicencio y Jura Real y el marquesado de Marzales.